# كيفن أوبراين (سياسي كندي)
كيفن أوبراين هو سياسي كندي، ولد في 26 أكتوبر 1956 في كندا. حزبياً، نشط في الحزب الليبرالي الكندي.